# Kiribati
La República de Kiribati, antigament coneguda com a Illes Gilbert (pel capità anglès que les va circumnavegar pel primer cop), és un estat multiinsular de l'oceà Pacífic.
Les illes Kiribati són a cavall de l'equador i la línia del canvi de data, pertanyent alhora a la Polinèsia i a la Micronèsia, al sud de les Illes Marshall i de Hawaii i al nord de Tuvalu, Samoa, les illes Cook i la Polinèsia Francesa.
Les Kiribati estan constituïdes per tres arxipèlags principals, que comprenen 32 atols i una illa aïllada:
- Illes Gilbert
- Illes Fènix (Phoenix Islands)
- Illes de la Línia (Line Islands)
- Banaba

Malgrat que la menudesa de les terres emergides en fan un dels països més petits del món, llur dispersió els permet reivindicar una immensa zona marítima de 3.550.000 km quadrats.
Les illes estan habitades des de fa 2.500 anys. El creixement de la població és un problema recurrent que ha forçat reubicacions forçoses per garantir l'equilibri entre illes. El 1999 va ser admès com a Estat de ple dret a l'ONU.

## Història
Els i-Kiribati o gilbertesos van colonitzar les illes que s'anomenarien Gilbert fa entre 3.000 i 2.000 anys. Posteriors invasions d'habitants de Samoa i Tonga van introduir elements de la cultura polinèsia en la cultura micronèsia prèviament establerta. Així mateix, invasions de fijians van introduir elements melanesis. Els creuaments entre les diferents ètnies van donar com a resultat una població raonablement homogènia en aspecte, idioma i tradicions.
Kiribati va ser habitat per un grup ètnic de Micronèsia que parlava el mateix llenguatge ceànic durant més de 2.000 anys abans d'entrar en contacte amb els europeus. Les illes van ser descobertes per vaixells britànics i nord-americans al final del segle xviii i principi del segle xix. El 1820, les illes van ser anomenades illes Gilbert per l'almirall rus Adam Johann von Krusenstern, en honor del capità britànic Thomas Gilbert, qui va creuar l'arxipèlag el 1788 ('Kiribati' és la pronunciació dels illencs del plural de 'Gilberts').
El primer assentament anglès es va fundar el 1837. Des de 1892, les illes Gilbert van ser un protectorat britànic juntament amb les veïnes illes Ellice, situades més al sud. Ambdós arxipèlags es van convertir en colònies el 1916. L'atol Kiritimati (Christmas) va formar part de la colònia el 1919 i les illes Fènix es van afegir el 1937.
Tarawa i altres illes del grup Gilbert van ser ocupades pel Japó en la Segona Guerra Mundial. Tarawa va ser el lloc on es va desenvolupar una de les batalles més sagnants en la història del Cos de Marines dels Estats Units. Els marines van desembarcar el 20 de novembre de 1943, la batalla de Tarawa es va lliurar en la capital de Kiribati: Bairiki, en l'atol de Tarawa.
En la dècada de 1950, l'illa Christmas va ser l'escenari de tres grans proves nuclears del govern britànic.
Les illes Gilbert i Ellice van aconseguir l'autonomia el 1971 i es van separar el 1975. Set anys després, el 1978, les illes Ellice van proclamar la seva independència amb el nom de República de Tuvalu, mentre que les illes Gilbert van esperar un any més i es van convertir en un Estat independent el 12 de juliol de 1979. Des d'aquest moment, Estats Units va deixar de reclamar les illes Fènix, un arxipèlag del Pacífic al sud-est de les illes Gilbert i altres tres illes d'aquesta mateixa zona. Totes elles es van convertir des de llavors en part del territori de Kiribati. Aquestes separacions van estar emparades en les diferències ètniques i culturals dels habitants pel que fa als kiribatians.
En la dècada del 1980, la superpoblació era un problema molt greu: el 1988 es va anunciar que 4.700 residents del grup principal d'illes serien ressituats en illes menys poblades. Per aquests anys, Kiribati va ser assenyalat per l'ONU com un dels països més pobres del món; això va precipitar l'arribada de recursos humanitaris des de diversos països. Un altre informe de l'ONU de 1989 va demostrar que Kiribati serà un dels primers països a desaparèixer a conseqüència de l'elevació del nivell del mar per causa de l'escalfament global.
El 1994, Teburoro Tito va ser elegit president. El 1995, va haver-hi un moviment amb l'objectiu de desplaçar la Línia internacional de canvi de data cap a l'est perquè les illes de la República de Kiribati no estiguessin dividides per aquesta línia imaginària, que en aquest moment generava controvèrsia. El moviment, que va complir amb una de les promeses de la campanya del president Tito, tenia les intencions que Kiribati fos el primer país a veure l'alba l'1 de gener de 2000 i rebre la data per començar el tercer mil·lenni dC, un esdeveniment de significació per al turisme. Tito va ser reelegit el 1998. El 1999, Kiribati va començar a formar part de l'ONU.
El 2002, a Kiribati es va produir una polèmica a causa d'una llei per tancar tots els periòdics. La legislació va provocar la creació del primer periòdic no-governamental. Tito va ser reelegit el 2003, però el març de 2003, va ser destituït del seu càrrec per un vot no-confidencial i reemplaçat per un Consell d'Estat. El juliol de 2003, Boutokaan Te Koaua, del partit opositor, va ser triat per succeir a Tito.
Actualment, l'arxipèlag corre el risc de desaparèixer a causa de la pujada del nivell de l'Oceà Pacífic provocat pel canvi climàtic. El president, Anote Tong, anuncià que l'illa desapareixeria i va començar una gira internacional per trobar una pàtria d'adopció per al seu poble, fins ara només resposta per Nova Zelanda.

## Geografia

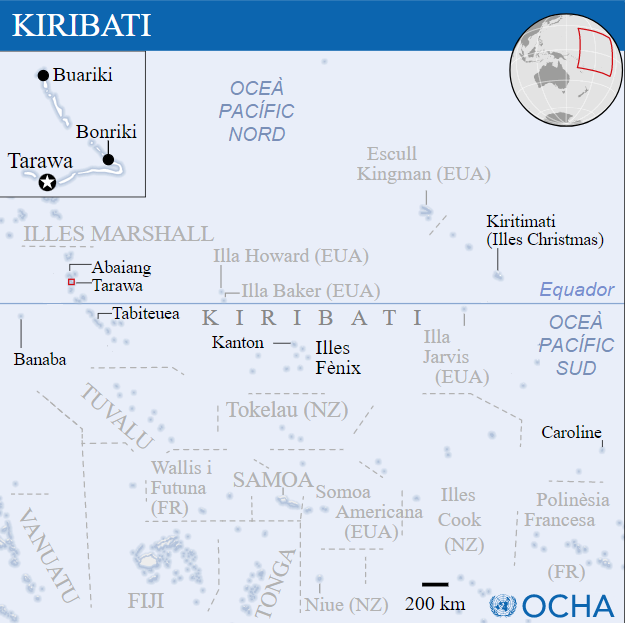
Mapa de les Kiribati.

Kiribati està formada per 32 atols i una illa, Banaba. Els grups d'illes són:
- Banaba: una illa deshabitada a mig camí entre Nauru i les illes Gilbert.
- Illes Gilbert: 16 atols situats a uns 1.500 km al nord de les illes Fiji.
- Illes Fènix: 8 atols situats a uns 1.800 km al sud-est de les illes Gilbert.
- Illes de la Línia o Espòrades Equatorials: 8 atols i un escull, a uns 3.300 km a l'est de les illes Gilbert.

Geogràficament, els arxipèlags tenen altres illes que són possessions nord-americanes: tres en les illes de la Línia, i dues en les illes Fènix, incorporades en les Illes d'Ultramar Menors dels Estats Units.
Banaba és una illa de corall elevat que en el seu moment va ser una rica font de fosfats, un recurs que es va esgotar gairebé totalment abans de la independència del país. La resta del territori de Kiribati està compost per atols amb illots de sorra i esculls rocosos o de corall que emergeixen amb prou feines uns metres sobre el nivell del mar. El terreny és baix i calcari, cosa que dificulta molt l'agricultura al país.
Kiritimati (adaptació fonètica local de Christmas Island), a les Illes de la Línia, és l'atol més gran del món en termes de superfície terrestre.
Les illes es troben aproximadament a mig camí entre Hawaii i Austràlia, a l'altura de l'equador, entre la Micronèsia i la Polinèsia. La república queda dispersa en extensió pels quatre hemisferis en què es divideix el planeta (nord, sud, oriental i occidental) en un espai oceànic equivalent en superfície a la part continental dels Estats Units. L'àrea total del país és de 717 km², cosa que equival a quatre vegades la grandària de la ciutat de Washington D.C., i les seves costes mesuren 1.143 km, sense compartir frontera terrestre amb cap altre estat.
L'1 de gener de 1995 es va moure una variació de la Línia internacional de canvi de data per incloure en el costat occidental a les illes kiribatianes més orientals, on ja estaven les altres illes de la república, amb la finalitat que en tot el país fos el mateix dia. A més, amb aquest canvi s'aconseguí que Kiribati fos el punt més oriental de la línia del canvi de data, convertint-se així en un atractiu turístic, sobretot en la festa de cap d'any en ser el primer lloc on arriba el nou any. De fet, en ocasió de la celebració de l'entrada de l'any 2000, la illa Caroline, la més oriental del país, va ser rebatejada com a illa Millennium.
De les 33 petites illes que conformen al país, 20 es troben deshabitades.
El clima de la regió és predominantment tropical, és a dir, càlid i humit amb vents moderats, no obstant això pot haver-hi ciclons tropicals en qualsevol època de l'any, usualment entre març i novembre, a més de tornados ocasionals. L'escassa elevació sobre el nivell del mar de moltes de les illes les fan molt susceptibles davant el creixement de la marea.
La major part de les terres en aquestes illes no supera els dos metres sobre el nivell del mar. Un estudi de l'ONU de 1989 va identificar Kiribati com un dels països que podria desaparèixer per complet al segle xxi si no es prenen les mesures pertinents per combatre el canvi climàtic.
A causa d'una taxa de creixement poblacional de més del 2% i la superpoblació al voltant de la capital, Tarawa, un programa de migració va ser iniciat el 1989 per traslladar a prop de 5.000 habitants a altres illes perifèriques, principalment a les illes de la Línia. Un programa de reubicacions forçoses de les illes va començar el 1995.

## Cultura
Les cançons (te anene) i sobretot les danses (te mwaie), es tenen en alta estima.

### Música
La música popular de Kiribati es basa generalment en càntics o altres formes de vocalització, acompanyades de percussió corporal. Les actuacions públiques al Kiribati modern es fan generalment per un cor assegut, acompanyat d'una guitarra. Tanmateix, durant les actuacions formals de la dansa de peu (Te Kaimatoa) o la dansa de maluc (Te Buki), una caixa de fusta s'utilitza com a instrument de percussió. Aquesta caixa està construïda per donar un to buit i reverberant quan és colpejada simultàniament per un cor d'homes asseguts al seu voltant. Les cançons tradicionals solen ser de temàtica amorosa, però també hi ha cançons competitives, religioses, infantils, patriòtiques, de guerra i de casament. També hi ha balls de bastons que acompanyen llegendes i històries semihistòriques. Aquests balls de bastons o "tirere" (pronunciat seerere) només es realitzen durant les festes majors.

### Dansa

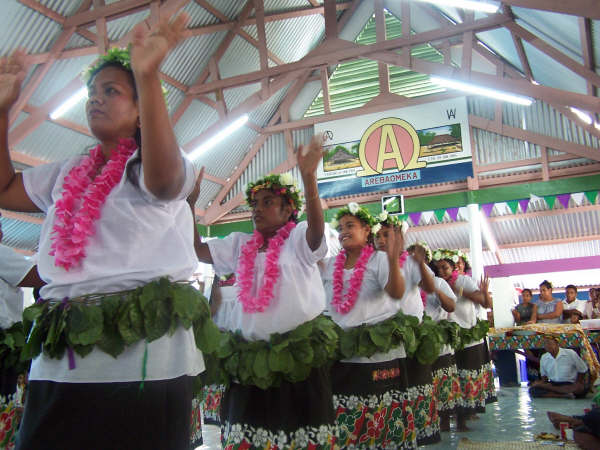
Una mostra de benvinguda.

La singularitat de Kiribati en comparació amb altres formes de dansa de les illes del Pacífic és el seu èmfasi en els braços estesos del ballarí i el moviment sobtat del cap semblant a un ocell. L'ocell fragata (Fregata minor) a la bandera de Kiribati fa referència a aquest estil de ball de Kiribati semblant a un ocell. La majoria de les danses són en posició dempeus o asseguda amb el moviment limitat i esglaonat. Somriure mentre es balla es considera generalment vulgar en el context del ball de Kiribati. Això es deu al seu origen no només com una forma d'entreteniment sinó com una forma de narració i una mostra de l'habilitat, la bellesa i la resistència del ballarí.

### Cuina
Tradicionalment, la dieta bàsica de Kiribati era marisc i cocos. Les fonts d'hidrats de carboni basades en midó no eren abundants a causa del clima hostil dels atols, amb només els atols més al nord viables per a una agricultura constant. El bwabwai de cultiu nacional només es menjava durant les celebracions especials juntament amb la carn de porc.

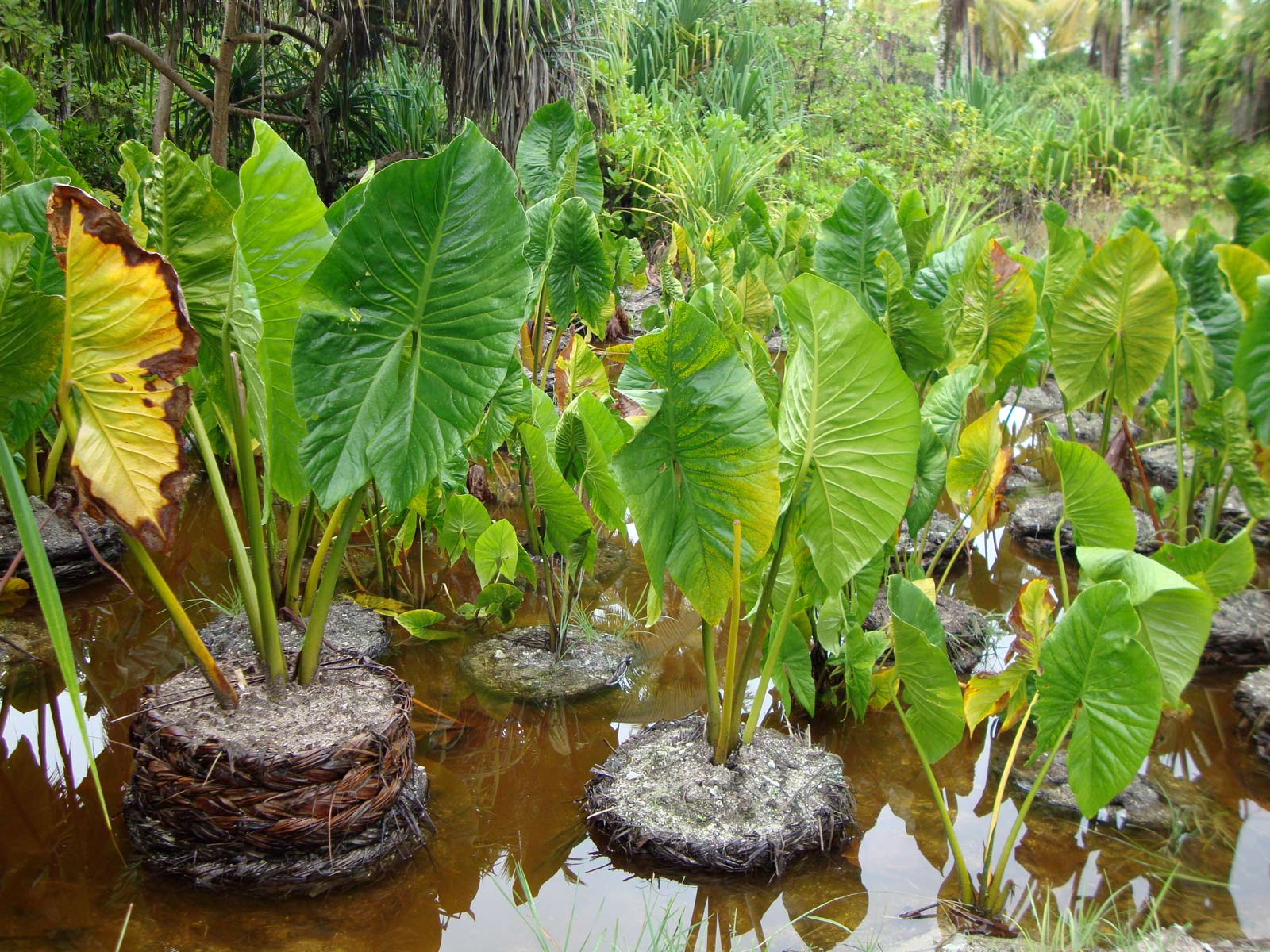
Cultiu de bwabwai a Butaritari

Per complementar el consum més aviat baix d'hidrats de carboni en les seves dietes, els I-Kiribati van processar la saba i els fruits dels abundants pandanus i cocoters en diferents begudes i aliments com ara te karewe (sava diària fresca del coco) o te tuae (pastís de pandanus sec) i te kabubu (farina de pandanus sec) a partir de polpa de fruita de pandanus i te kamaimai (xarop de saba de coco) de saba de coco.
Després de la Segona Guerra Mundial, l'arròs es va convertir en un aliment bàsic diari a la majoria de les llars, fins avui. La majoria del marisc, el peix en particular, es menja a l'estil sashimi amb saba de coco, salsa de soja o amanit a base de vinagre que s'utilitzen sovint combinats amb bitxos i cebes.
Els crancs de coco i els crancs de fang es donen tradicionalment a les mares lactants, amb la creença que la carn estimula la producció de llet materna de bona qualitat.

### Esport

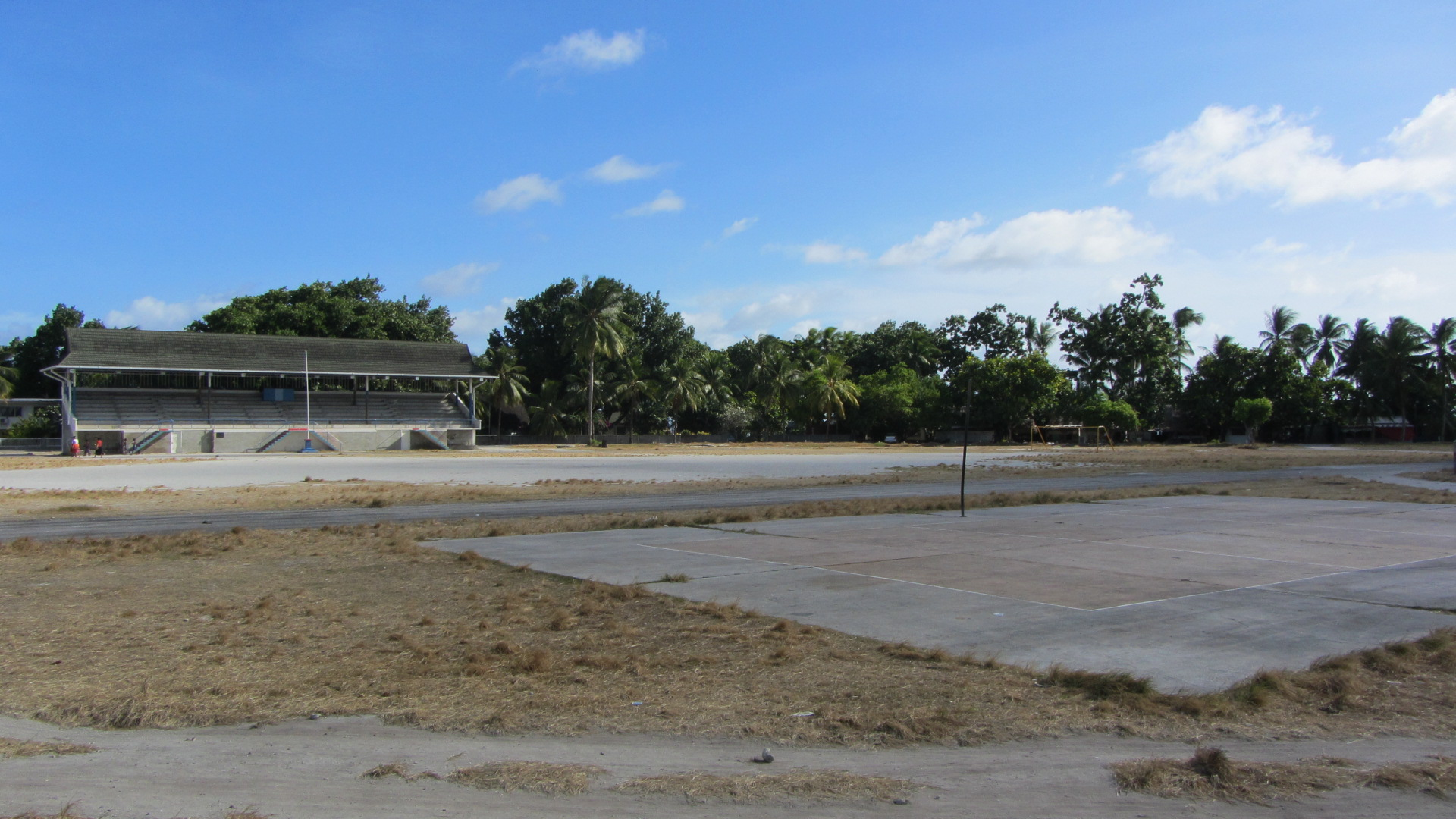
Estadi Nacional de Bairiki, a Bairiki, Tarawa

Kiribati ha competit als Jocs de la Commonwealth des de 1998 i als Jocs Olímpics d'Estiu des de 2004. Va enviar tres competidors als seus primers Jocs Olímpics, dos velocistes i un halterofilia. Kiribati va guanyar la seva primera medalla en els Jocs de la Commonwealth de 2014 quan l'aixecador de peses David Katoatau va guanyar l'or al grup dels 105 kg.
El futbol és l'esport més popular. La Federació de Futbol de les Illes de Kiribati (KIFF) és membre associat de la Confederació de Futbol d'Oceania, però no de l'organisme de govern mundial FIFA. En canvi, són membres de ConIFA. La selecció de Kiribati ha jugat deu partits, tots els quals ha perdut, i tots als Jocs del Pacífic des del 1979 fins al 2011. L'estadi de futbol de Kiribati és l'estadi nacional de Bairiki, que té una capacitat de 2.500 espectadors.
Betio Soccer Field acull una sèrie d'equips esportius locals.

## Perspectives exteriors
Edward Carlyon Eliot, que va ser comissari resident de les illes Gilbert i Ellice (ara Kiribati i Tuvalu) de 1913 a 1920 descriu aquest període al seu llibre Broken Atoms (reminiscències autobiogràfiques) Pub. G. Bles, Londres, 1938.
Sir Arthur Grimble va escriure sobre el seu temps treballant al servei colonial britànic a Kiribati (aleshores les illes Gilbert) de 1914 a 1932 en dos llibres populars A Pattern of Islands (1952) i Return to the Islands (1957). També va realitzar estudis acadèmics de la cultura gilbertesa.
John Smith, l'últim governador de les Illes Gilbert i Ellice, va escriure les seves memòries An Island in the Autumn (2011).
Les experiències autobiogràfiques més recents de J. Maarten Troost a Tarawa estan documentades al seu llibre The Sex Lives of Cannibals (2004).
Assaig il·lustrat d'Alice Piciocchi, Kiribati. Cronache illustrate da una terra (s)perduta, (2016) Milà: 24 ORE Cultura, també traduït al francès (2018, éditions du Rouergue), intenta escriure i retratar un llibre enciclopèdic complet de Kiribati actual.